# Panicum kasumense
Panicum kasumense är en gräsart som beskrevs av Stephen Andrew Renvoize. Panicum kasumense ingår i släktet vipphirser, och familjen gräs. Inga underarter finns listade i Catalogue of Life.